# Sphaerodoropsis philippi
Sphaerodoropsis philippi är en ringmaskart som först beskrevs av Fauvel 1911.  Sphaerodoropsis philippi ingår i släktet Sphaerodoropsis och familjen Sphaerodoridae. Arten är reproducerande i Sverige. Inga underarter finns listade i Catalogue of Life.